# Jaera (Jaera) istri
Jaera (Jaera) istri là một loài chân đều trong họ Janiridae. Loài này được Veuille miêu tả khoa học năm 1979.